# Simplicia limbosalis
Simplicia limbosalis är en fjärilsart som beskrevs av Achille Guenée 1854. Simplicia limbosalis ingår i släktet Simplicia och familjen nattflyn. Inga underarter finns listade i Catalogue of Life.